# Schloss Vincennes

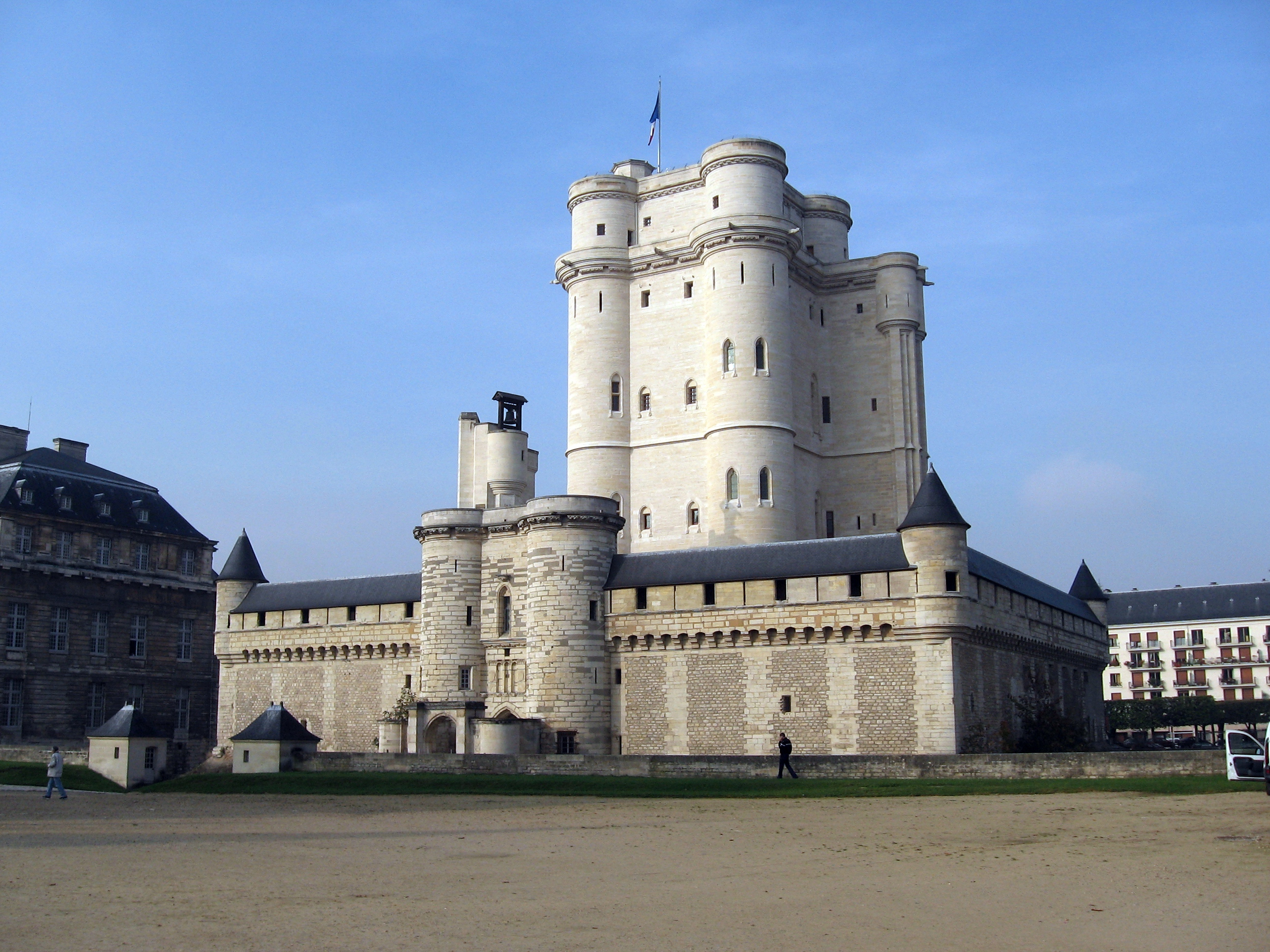
Der Donjon des Schlosses von Nordosten

Das Schloss Vincennes (französisch Château de Vincennes [ʃɑto d(ə) vɛ̃sɛn]) in der am östlichen Rand von Paris gelegenen Stadt Vincennes ist neben dem Louvre eines der bedeutendsten Schlösser in der Geschichte Frankreichs. Sein Wohnturm (Donjon) ist mit 50 Meter Höhe einer der höchsten Frankreichs.

## Anlage

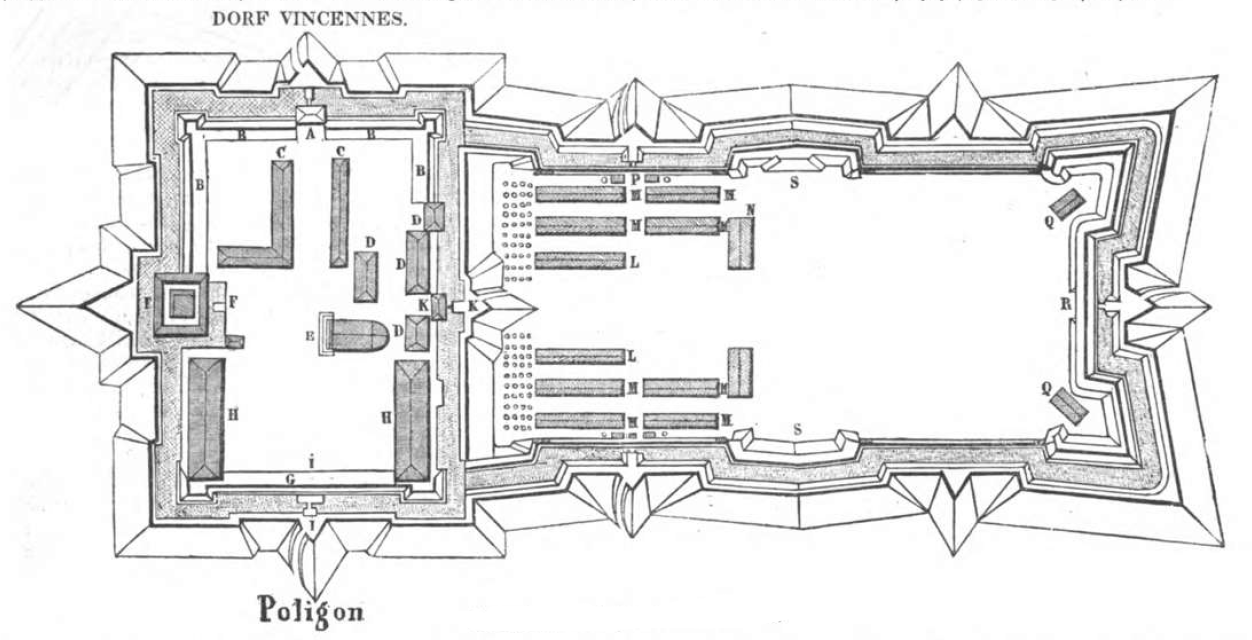
Grundriss vom Schloss und Fort Neuf (19. Jahrhundert)

Der eigentliche Schlossbezirk ist eine rechteckige Anlage, die von einer 1.200 Meter langen Mauer mit neun ursprünglich etwa 40 Meter hohen Türmen und einem 27 Meter breiten Wassergraben umgeben ist. An der westlichen Längsseite wird die Mauer von dem wehrhaften Wohnturm unterbrochen. Er hat einen quadratischen Grundriss mit 16,20 Meter Seitenlänge und ist sechs Stockwerke hoch. Die Dicke seiner Mauern beträgt etwa 3,30 Meter. Die eigentlichen Schlossgebäude sind der Pavillon des Königs und der Pavillon der Königin, die sich im südlichen Hof gegenüberstehen und deren Außenseiten mit der Umfassungsmauer bündig sind. In der Mitte der Anlage steht die Sainte-Chapelle genannte Schlosskapelle, die zwischen 1380 und 1552 errichtet wurde und große Ähnlichkeit mit dem gleichnamigen Kirchenbau auf der Île de la Cité von Paris aufweist, der Palastkapelle der damaligen Hauptresidenz Palais de la Cité.
Seit 1988 werden umfangreiche Renovierungsarbeiten durch das Kultur- und Verteidigungsministerium vorgenommen. Die Schlosskapelle und der Donjon wurden bereits aufwändig restauriert. Für die Restaurierungen und die gesamten Innen- und Außenarbeiten im und am Schloss wendete der französische Staat zwischen 1990 und 2006 über 43 Millionen Euro auf.

## Geschichte

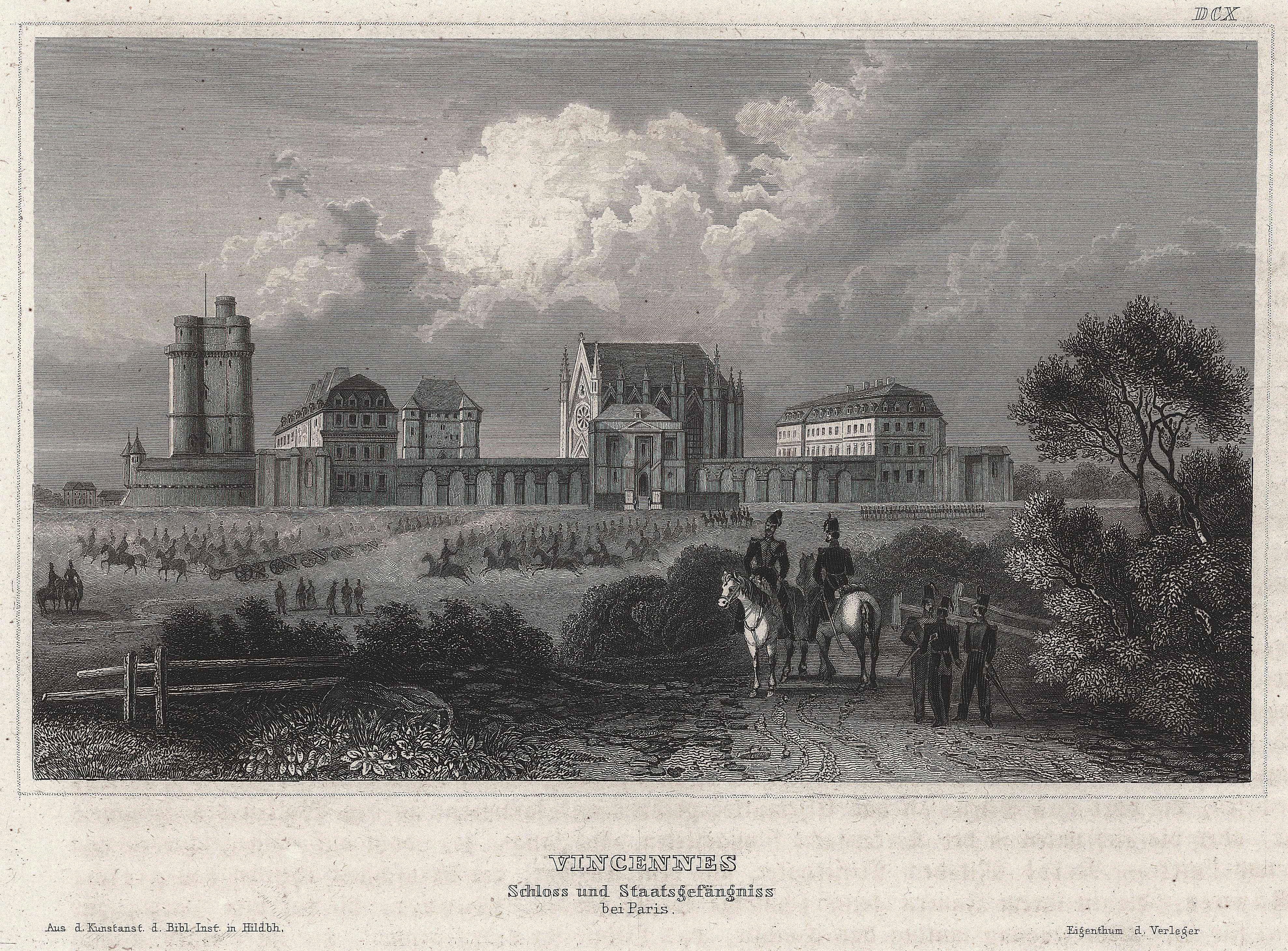
Blick auf die Anlage 1848

### Manoir du Bois-de-Vincennes
Das erste echte Dokument, das den Wald von Vilcena erwähnt, stammt aus dem Jahr 847 und ist eine Urkunde der Abtei Saint-Maur; in dieser Zeit gehörte er zum Bistum Paris. Im 11. Jahrhundert wurde der Wald Eigentum der Krone, seine Grenzen entsprachen weitgehend denen von heute; er dürfte damals also rund 1000 Hektar groß gewesen sein.
Der Wald von Vincennes war ein beliebtes Jagdgebiet Ludwigs VII. (1120–1180). 1164 ließ er Mönche aus Grandmont im Limousin (Grammontenser aus Grandmont bei Saint-Sylvestre (Haute-Vienne)) kommen und übergab ihnen ein von Gräben umgebenes Grundstück im Wald zur Trockenlegung, an dem sich heute der Lac des Minimes im Nordosten des Waldes befindet. 1178 unterzeichnete er in Vincennes ein Dokument, was beweist, dass hier nun eine königliche Residenz, zumindest ein Jagdpavillon, existierte, dessen erste Bauperiode in der Mitte des 12. Jahrhunderts anzusetzen ist.
Nachdem Mönche der umliegenden Abteien den Wald mit Rodungen auf 50 Arpents (ca. 17 Hektar) verkleinert hatten, ließen Philipp II. Augustus (1165–1223) und seine Nachfolger ihn ab 1183 wieder aufforsten. Philipp II. ließ den Wald mit dicken Mauern umgeben und mit Wild bestücken; er und sein Enkel Ludwig IX. der Heilige (1214–1270) bauten schließlich an der Stelle einer alten Jagdhütte einen Herrensitz mit einer ersten Kapelle, das Manoir du Bois-de-Vincennes, den Ausgangspunkt des künftigen Schlosses Vincennes. Für letzteren wurde das Manoir zu seinen Hauptsitz nach dem Palais de la Cité, und auch für seine Nachfolger hatte er größere Bedeutung, zumal Philipp III. (1245–1285) hier heiratete (1274), sowie Ludwig X. (1289–1316) und Karl IV. (1295–1328) hier ihre letzten Tage verbrachten. Karl V. (1338–1380) wurde hier geboren, für ihn wurde das Manoir die Residenz und das Zentrum seiner Verwaltung.
Die wenigen und wenig ausführlichen Schriftquellen lassen kaum Rückschlüsse auf die Entwicklung des Manoirs zwischen Ludwig dem Heiligen und dem Baubeginn des (neuen) Donjons 1361 zu. Bauarbeiten im Manoir sind belegt für 1251, weitere zur Zeit Philipps III. sind wahrscheinlich, als er – zwischen 1274 und 1276 – den Wald von Vincennes auf das Gebiet von Saint-Mandé erweiterte und Wasserzufuhren für den See von Saint-Mandé und das Manoir wiederherstellen ließ. Karl IV. und Karl V. führten das Projekt fort, den Wald in seiner Gesamtheit wiederherzustellen. Während der Regierung von Philipp IV. (1268–1314, regierte ab 1285) werden bedeutendere Arbeiten zwischen 1296 und 1305 erwähnt. 1336–1338, unter Philipp VI. (1293–1350) gab es weitere wichtige Bauarbeiten, danach deuten die Quellen auf den Bau neuer Galerien und die Hinzufügung von Kellern hin, gab es von 1347 bis 1349 Arbeiten an der Küche der Königin. Schließlich wird von 1365 bis 1367 unter Karl V. ein Abschnitt bedeutender Wiederaufbauarbeiten erwähnt; mit ihm endet auch die bedeutende Zeit des Manoir du Bois-de-Vincennes. Aus dieser Zeit ist vom Manoir oberirdisch nichts übrig geblieben. Erst Grabungen, die im Juni 1991 begannen, brachten die Mauern dieser ersten königlichen Residenz ans Tageslicht, die ältesten davon vom Ende des 12. Jahrhunderts.
Den Quellen und den Ausgrabungen der 1990er Jahre folgend kann man sich nun ein genaues Bild machen, wie das königliche Manoir von Vincennes zum Regierungsbeginn Karls V. 1364 ausgesehen hat. Auch die Bezeichnungen zwischen 1248 und 1353 machen es deutlich: domus, maison, später manoir oder hôtel; palais ist selten und Begriffe, die auf eine Befestigung hindeuten, wie castrum/château werden für Vincennes gar nicht benutzt. Mitte des 14. Jahrhunderts war das Manoir ein quadratischer Bau von 60 Metern Seitenlänge, bestehend aus vier Flügeln um einen Hof. Alle ergrabenen Konstruktionen befinden sich auf Bodenniveau und nicht auf Terrassen, entgegen dem, was aus der Befestigungsarchitektur des 12.–14. Jahrhunderts bekannt ist. Ein Verteidigungselement (der quadratische Donjon von etwa 10 Metern Seitenlänge, der nur von einer Zeichnung von 1654 bekannt ist) existierte an der Ecke von West- und Südflügel. Auf der Etage des Westflügels befand sich die große Salle Saint-Louis, die in mehreren Quellen erwähnt wird. Der Rest des Manoirs enthielt diverse Zimmer, religiöse Räume – darunter vor allem die Chapelle Saint-Martin, die im 17. Jahrhundert zerstört wurde.
Im Zentrum des Hofs des Manoir stand ein steinerner Monumentalbrunnen aus der Zeit Karls V., vielleicht aus der Phase des Wiederaufbaus von 1365 bis 1367, der ein ähnliches älteres und gleichartiges Bauwerk ersetzte.
Im 18. Jahrhundert wurden die letzten Reste des Manoirs abgerissen.

### Schloss Vincennes

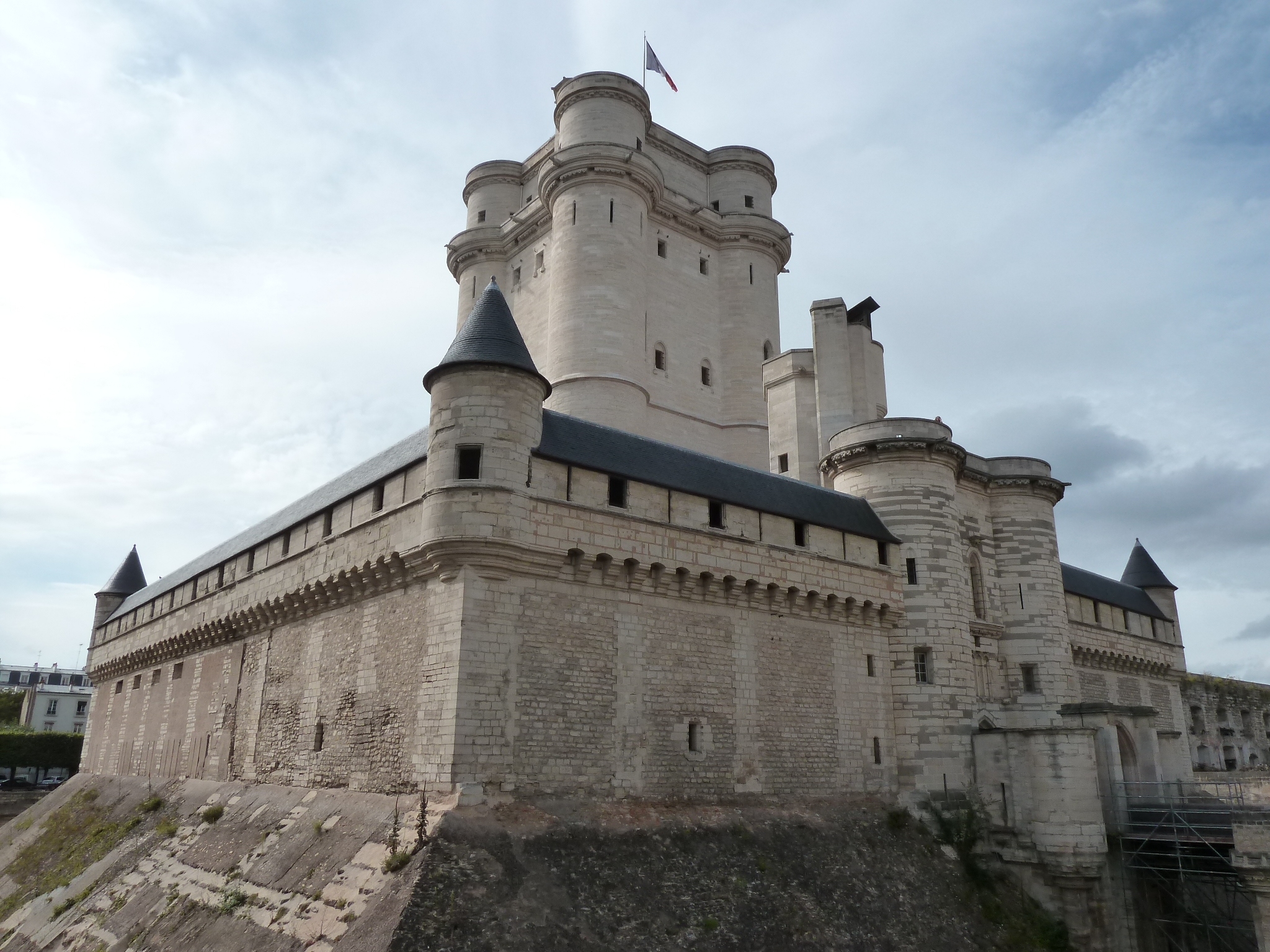
Das befestigte Schloss

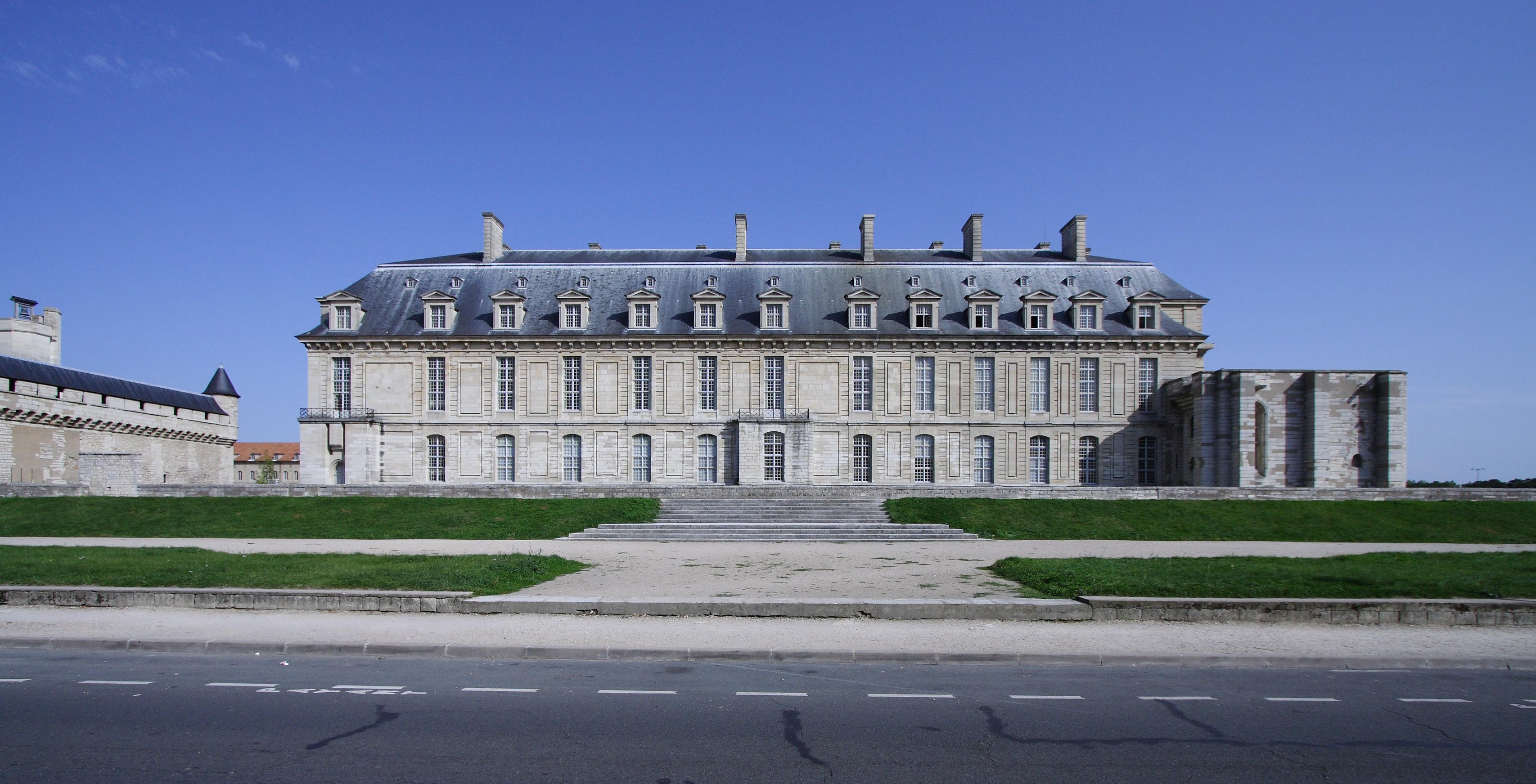
Blick auf einen der sog. Pavillons

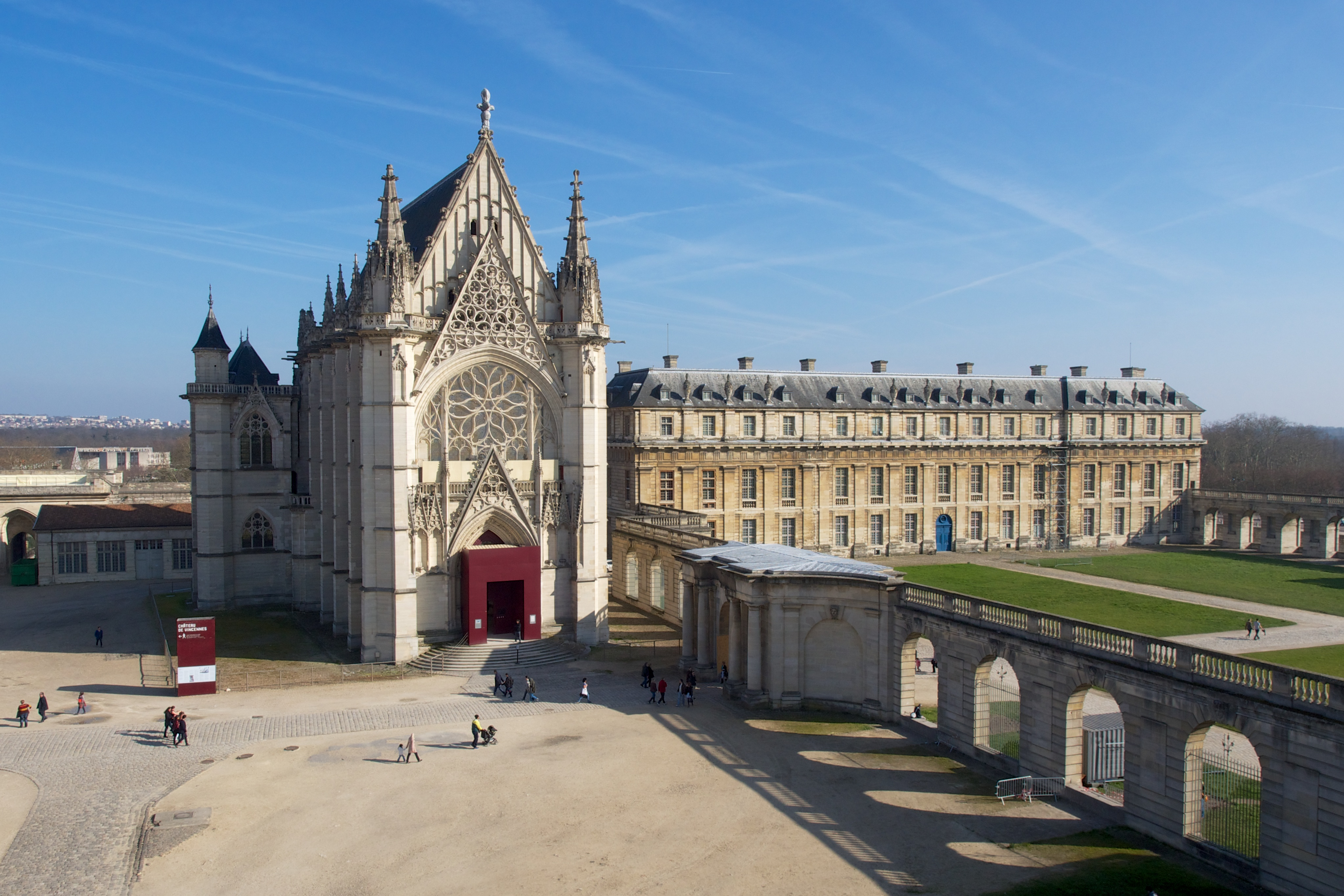
Blick auf die Kapelle

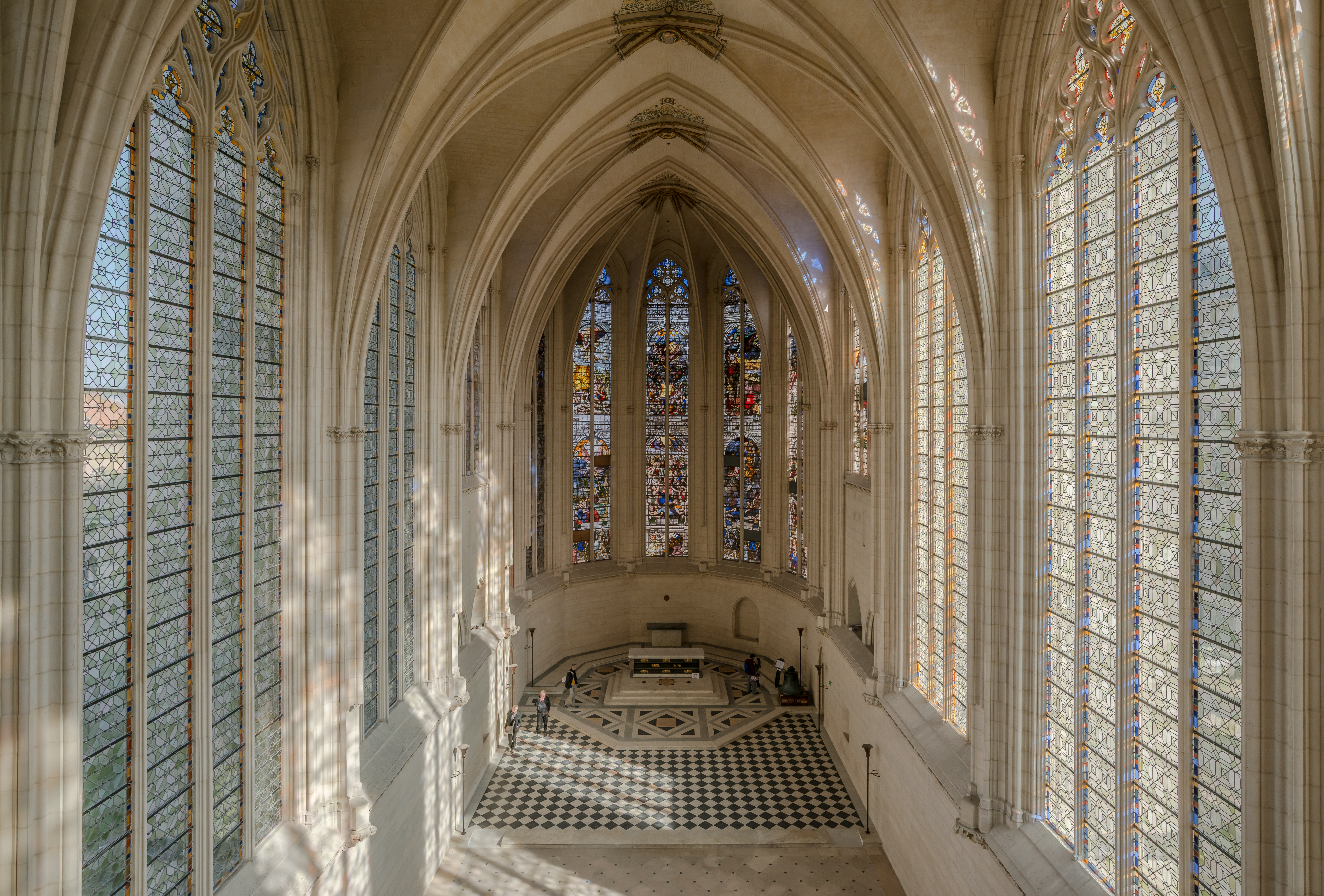
Innenraum der Kapelle

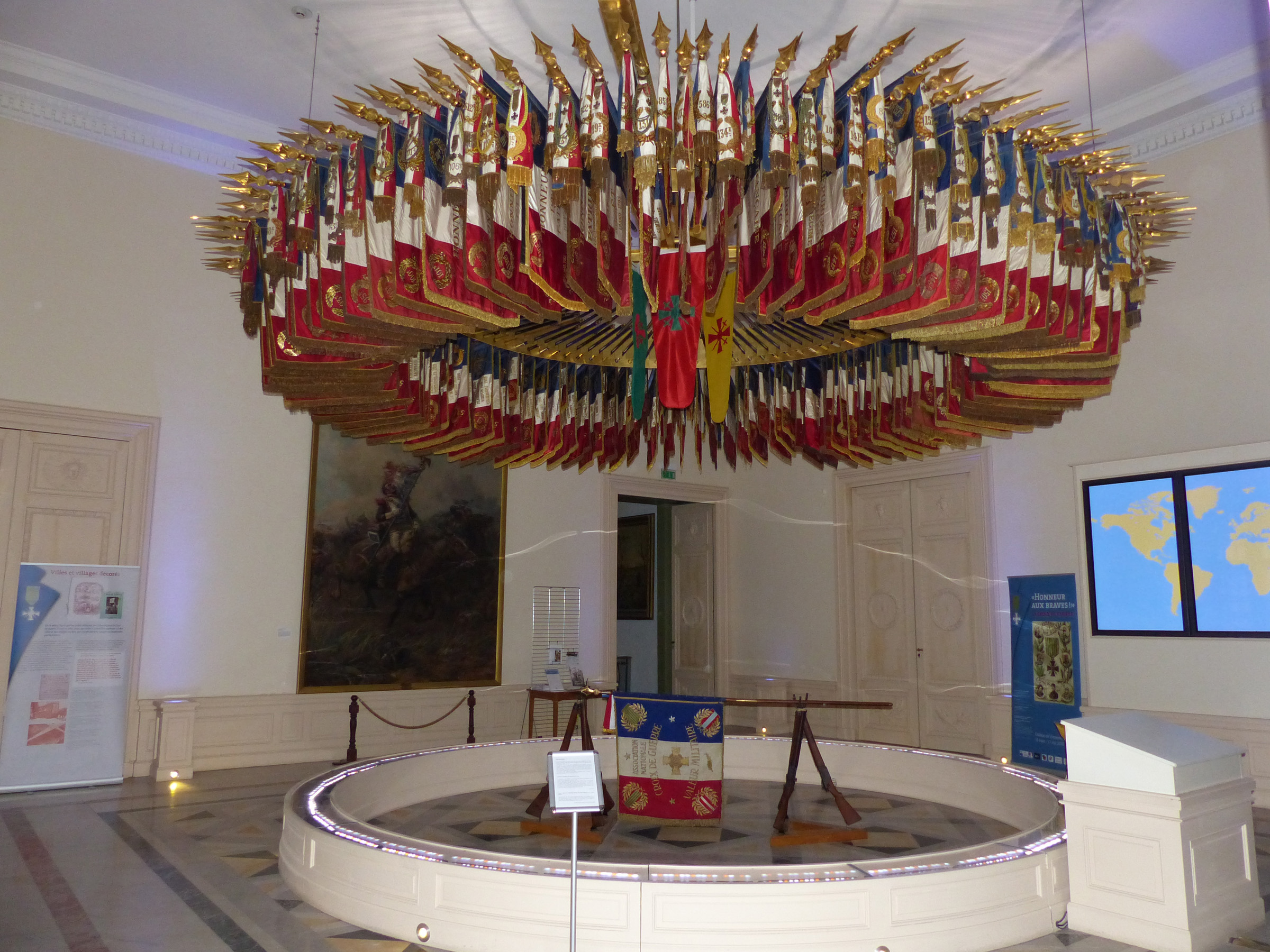
Fahnensammlung in Schloss Vincennes

Die Umgestaltung des Manoir zum heutigen Schloss Vincennes begann wenige Jahre nach dem Regierungsantritt der Valois-Dynastie (1328). Philipp VI., der Nachfolger Karls IV., plante ab 1337 die Errichtung eines Donjons im westlichen Teil des Anwesens, dessen Bau während des Hundertjährigen Krieges unter Johann II. dem Guten und seinem ältesten Sohn, Karl V. vorangetrieben wurde und erst 1373 vollendet war. Die massive, befestigte Anlage diente den Königen nicht nur als Jagdschloss, sondern in unsicheren Zeiten auch als Rückzugsort für den Verteidigungsfall bei Invasionen, ähnlich wie zur selben Zeit Windsor Castle den englischen Kriegsgegnern Eduard III. und Richard II. oder die Burg Karlštejn dem deutschen Kaiser Karl IV.
Im 17. Jahrhundert fügte Louis Le Vau, Architekt des Sonnenkönigs, Ludwig XIV., zwei Flügel hinzu, den Pavillon des Königs und den Pavillon der Königin. Das Schloss wurde so zum dritten königlichen Wohnsitz. Als Vincennes vom königlichen Hof aufgegeben wurde, diente es als Staatsgefängnis, in dem unter anderem der Marquis de Sade, der Graf Mirabeau und Diderot gefangen gesetzt wurden.
Im Jahr 1739 wurde eine Porzellanmanufaktur im Schloss gegründet, die 1756 nach Sèvres übersiedelte. Unter diesem Namen sind die, neben dem Meißner kostbarsten Porzellane des 18. Jahrhunderts, auch heute noch bekannt.
1804 wurde Louis Antoine Henri de Condé, Herzog von Enghien, auf Befehl Napoléon Bonapartes, wegen angeblicher Verschwörung im Wassergraben des Schlosses durch ein Erschießungskommando hingerichtet, nachdem er zuvor als Sympathisant der Bourbonen aus seinem damaligen Wohnsitz, dem badischen Ettenheim, entführt worden war. Am 15. Oktober 1917 wurde auch Mata Hari als angebliche deutsche Spionin standrechtlich im Festungsgraben erschossen.
Der Park wurde im 19. Jahrhundert im Stil englischer Landschaftsgärten gestaltet. Napoleon III. übergab ihn mit einer Ausdehnung von fast 10 Quadratkilometern 1860 als öffentliche Einrichtung an Paris.
1940 diente das Schloss dem französischen Generalstab bei der erfolglosen Verteidigung des Landes gegen die deutsche Invasion als Hauptquartier. Anschließend war es von deutschen Truppen besetzt, die es am 20. August 1944 wieder räumen mussten, nicht ohne einige Schäden zu hinterlassen.
Heute sind im Schloss verschiedene Dienststellen des Verteidigungsministeriums (Militärarchiv und Militärgeschichtliche Forschung) sowie des Ministeriums für Kultur und Kommunikation (Zentrum für nationale Denkmäler) untergebracht.
Im Schloss Vincennes werden die Fahnen der aufgelösten französischen Regimenter und Bataillone aufbewahrt.

## Verkehrsanbindung
Am Schloss Vincennes liegt die östliche Endstation Château de Vincennes der Linie 1 der Pariser U-Bahn. Nicht weit davon befindet sich die Station Vincennes der Linie A des Pariser S-Bahn-Systems RER.